# Mutui Ninja
Acronimo di No Income, No Job, no Assets ovvero "Nessun reddito, Nessun lavoro, Nessuna garanzia". Con il termine NINJA si indicano tutti quei finanziamenti, spesso mutui, concessi massicciamente nel periodo precedente la grande recessione.

## I mutui
I mutui Ninja erano concessi ugualmente a debitori palesemente non capaci di rimborsarli in quanto il creditore puntava unicamente sull'aumento del prezzo del bene immobile acquistato con il mutuo. In altri termini, l'unica garanzia era rappresentata dall'ipoteca sull'immobile e quindi sul valore di mercato dello stesso. Tuttavia, in un mercato immobiliare al rialzo, il valore delle case aumentò per alcuni anni progressivamente. In caso di default, la banca avrebbe avuto, alienando l'immobile, non solo il rimborso del prestito ma anche un guadagno. Anche per questa ragione, l'importo concesso era spesso maggiore dello stesso valore dell'immobile. Il meccanismo durò fino al momento in cui non scoppiò la bolla dei mutui subprime e si verificò il crollo del prezzo delle abitazioni. In quel caso, le banche tentarono invano di ottenere il rimborso del crediti concessi dai propri debitori, che però come era ragionevole attendersi non si verificò. L'unica possibilità era ripiegare alienando l'immobile dato in garanzia, il cui valore però nel frattempo era pesantemente crollato. Infine, molti di tali mutui venivano subito girati ad altre società a prezzi scontati, le quali provvedevano a cartolarizzarli, e a finanziarsi a loro volta con i titoli obbligazionari emessi in modo da far gravare il rischio di insolvenza sugli investitori finali. La crisi finanziaria ebbe così gravi conseguenze non solo nei confronti del sistema bancario, ma anche verso questi soggetti.
Il funzionamento di questi mutui è assimilabile a quello di uno schema Ponzi.

## Nella cultura di massa
I mutui "ninja" sono stati resi popolari dal film Wall Street: Money Never Sleeps del 2010, in particolare dal personaggio Gordon Gekko interpretato da Michael Douglas.